# Carl Friedrich Christian Steiner

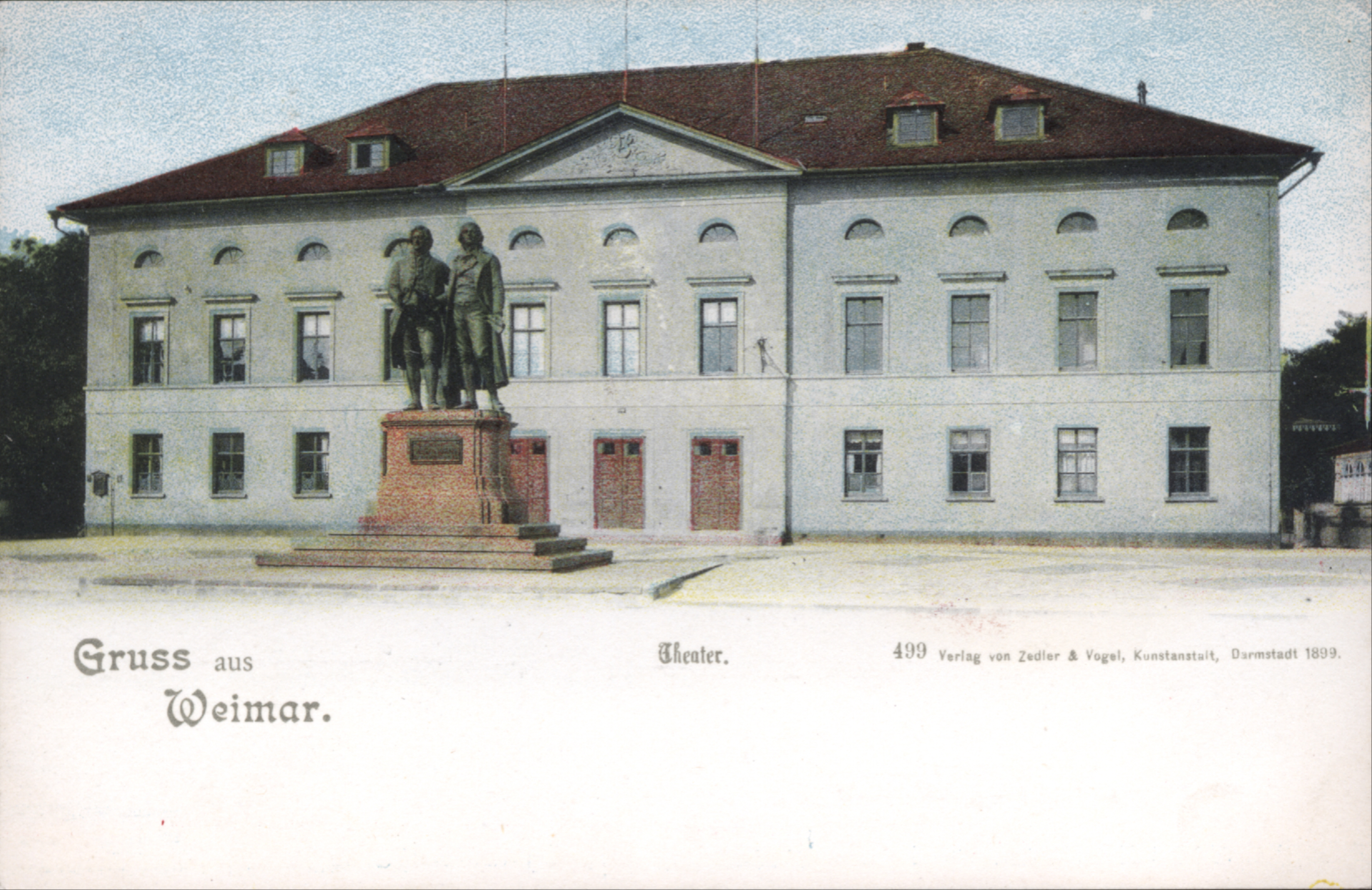
Hoftheater Weimar

Carl Friedrich Christian Steiner (* 11. September 1774 in Weimar; † 10. Mai 1840 ebenda) war ein deutscher Architekt des Klassizismus, der als herzoglicher Baubeamter in Weimar tätig war.

## Leben
Steiner war der Sohn des Architekten Rudolf Steiner. Er lernte bei seinem Vater am Weimarer Schlossbau, ging aber auf Geheiß Herzog Karl Augusts 1796 an die Universität Jena, wo er gleichzeitig zu seinen Studien die herzoglichen Bauvorhaben beaufsichtigte. 1804 hielt sich Steiner zur weiteren Ausbildung in Paris auf. 1796 wurde er Unterlehrer am Fürstlichen freien Zeichenschule Weimar. Ab 1804 unterrichtete er als Lehrer an der Fürstlichen freien Zeichenschule Weimar das Fach Geometrie. Im Jahre 1805 wurde er Architekt.
Ab 1817 führte der ein Jahr zuvor zum Hofbaumeister ernannte Carl Friedrich Christian Steiner den Titel eines Baurats. Zusammen mit dem Oberbaudirektor Clemens Wenzeslaus Coudray entwarf er den neugotischen Anbau zum Bibliotheksturm an der Herzogin-Anna-Amalia-Bibliothek. Der ehemalige Stadtturm sollte mit einem Verbindungsbau an die Bibliothek angeschlossen werden, was wohl auf eine Anregung von Johann Wolfgang von Goethe aus dem Jahr 1805 zurückging. Steiner vollzog nach Entwurf von Clemens Wenzeslaus Coudray den Aufbau des Bibliotheksturms.  Außerdem schuf Steiner das Tempelherrenhaus im Park an der Ilm im neugotischen Stil mit dem Turm nach Goethes Anraten und 1821–23 mit dem Umbau der vormaligen Orangerie, die er selbst 1811 errichtete, nachdem der alte gotische Salon von 1787 abgerissen wurde. Auch die Hängebrücke von 1833 wird ihm zugeschrieben. Eine von ihm entworfene und zwischen 1816 und 1818 erbaute überdachte Holzbrücke (heute mit betonierter Fahrbahn) ersetzte eine alte Brücke, die bis 1613 eine steinerne war, in Buchfart. Der Entwurf des Roten Turms in Belvedere stammt auch von ihm ebenso wie der für das sog. Neue Haus von 1808.
Das Hoftheater wurde von ihm entworfen, nachdem Herzog Karl August entsprechende Pläne von Goethe und Coudray verworfen hatte. Es dürften wohl finanzielle Erwägungen des Herzogs gewesen sein, einem funktionalen, jedoch architektonisch wenig ansprechenden Bau den Vorzug zu geben. Dieser wurde 1825 an der Stelle des abgebrannten Hoftheaters errichtet und bestand bis zu dessen Abriss 1907 zugunsten eines Neubaus, des heutigen Deutschen Nationaltheaters. 1816 erhielten Steiner und Coudray vom Herzog den Auftrag für den Entwurf des Marstalls. Dieser Bau wurde auch unter dem Oberbaudirektor Coudray bis zu dessen Tod 1845 wegen Geldmangels nicht fertiggestellt, sondern erst unter seinem Nachfolger Carl Heinrich Ferdinand Streichhan (1814–1884). Die 1819 im Ilmpark errichtete Dux-Brücke wurde 1819 nach seinem Entwurf errichtet.

## Schriften
- Der Wasserwärmer. Weimar o. J.
- Die Reißkunst. Weimar 1828.
- Waage der zusammengesetzten Kräfte. Weimar 1829.
- Der Lehmbau. Weimar 1840.